# Cellettes (Loir-et-Cher)
Cellettes is een gemeente in het Franse departement Loir-et-Cher (regio Centre-Val de Loire). De plaats maakt deel uit van het arrondissement Blois. Cellettes telde op 1 januari 2022 2.700 inwoners.

## Geografie
De oppervlakte van Cellettes bedroeg op 1 januari 2022 20,96 vierkante kilometer; de bevolkingsdichtheid was toen 128,8 inwoners per km².
De onderstaande kaart toont de ligging van Cellettes (Loir-et-Cher) met de belangrijkste infrastructuur en aangrenzende gemeenten.

## Demografie
Onderstaande figuur toont het verloop van het inwonertal (bron: INSEE-tellingen).